# Special Herbs, Vols. 5 & 6
Special Herbs, Vols. 5 & 6 è un album strumentale realizzato da Daniel Dumile a nome Metal Fingers. Come tutti i volumi della serie Special Herbs, ogni traccia ha il nome di un fiore o di una pianta.
Questo album, fatta eccezione per le bonus track, forma anche le ultime tredici tracce del volume precedente della serie, Special Herbs, Vols. 4, 5 & 6. Il motivo di tale ripetizioni è la pubblicazione dei lavori per etichette discografiche differenti. È l'ultimo volume della serie ad avere al suo interno tracce già edite nella serie Special Herbs.

## Tracce
1. Pennyroyal – 3:11
  - Contiene un campione da Cathedral di Galt MacDermot.
  - Contiene suoni dal videogioco Doom.
2. Lavender Buds – 3:05
3. White Willow Bark – 4:24
4. Orange Blossoms – 1:59
5. Coffin Nails – 2:56
6. Kava Kava Root – 4:07
7. Valerian Root – 4:53
  - Contiene un campione da Do It Again dei New Birth, da Comin from All Ends.
8. Jasmine Blossoms – 2:58
9. Black Snake Root – 3:44
10. Horehound – 3:07 Contiene un campione dai tema dei titoli di coda di Sesame Street
11. Dragons Blood – 4:07
12. Myrtle Leaf – 5:16
13. Patchouly Leaves – 3:46
  - Contiene un campione da Our Day Will Come di Isaac Hayes, dall'album ...To Be Continued
14. My Favorite Ladies (bonus track)
15. All Outta Ale (live) (bonus multimedia track)
16. Special Blends DJ Set (live) (bonus multimedia track)
17. MF Doom Photo Gallery (multimedia extra)

## Altre versioni
- "Orange Blossoms" è la versione strumentale di "The Instructor" di B.I., dallo split-single Spark the Sound con Chris Craft featuring MF DOOM.  È stata utilizzata anche per "Underwater" di Ghostface Killah, da Fishscale.
- "Kava Kava Root" è la versione strumentale di "Anarchist Bookstore Pt. 1" di MC Paul Barman, da Paullelujah!. È stata usata anche per  "Stress Box" di MF Grimm, dall'album Special Herbs and Spices Volume 1, realizzato in collaborazione con Doom.
- "Valerian Root" è la versione strumentale di "Anarchist Bookstore Pt. 2" di MC Paul Barman, daPaullelujah! .
- "Jasmine Blossoms" è la versione strumentale di "Rapp Snitch Knishes (Rap Snitches)" di MF DOOM featuring Mr. Fantastik, da MM..Food.
- "Horehound" è la versione strumentale di Kookies di MF DOOM, dal medesimo album. È stata utilizzata anche per  "Tonight's Show" di MF Grimm featuring Invisible Man e Lord Smog, da Special Herbs and Spices Volume 1.
- "Dragon's Blood" è la versione strumentale di "Fig Leaf Bi-Carbonate" di MF DOOM da MM..Food. È anche utilizzata in "1000 Degrees" di MF Grimm, da Special Herbs and Spices Volume 1 e in  "Guns N' Razors" di Ghostface Killah da More Fish.
- "Myrtle Leaf" è la versione strumentale di "Monster Zero" di King Geedorah, da Take Me to Your Leader.
- "Patchouly Leaves" è la versione strumentale di "Operation: Greenbacks" di MF DOOM featuring Megalon, da Operation: Doomsday.